# Sine ira et studio

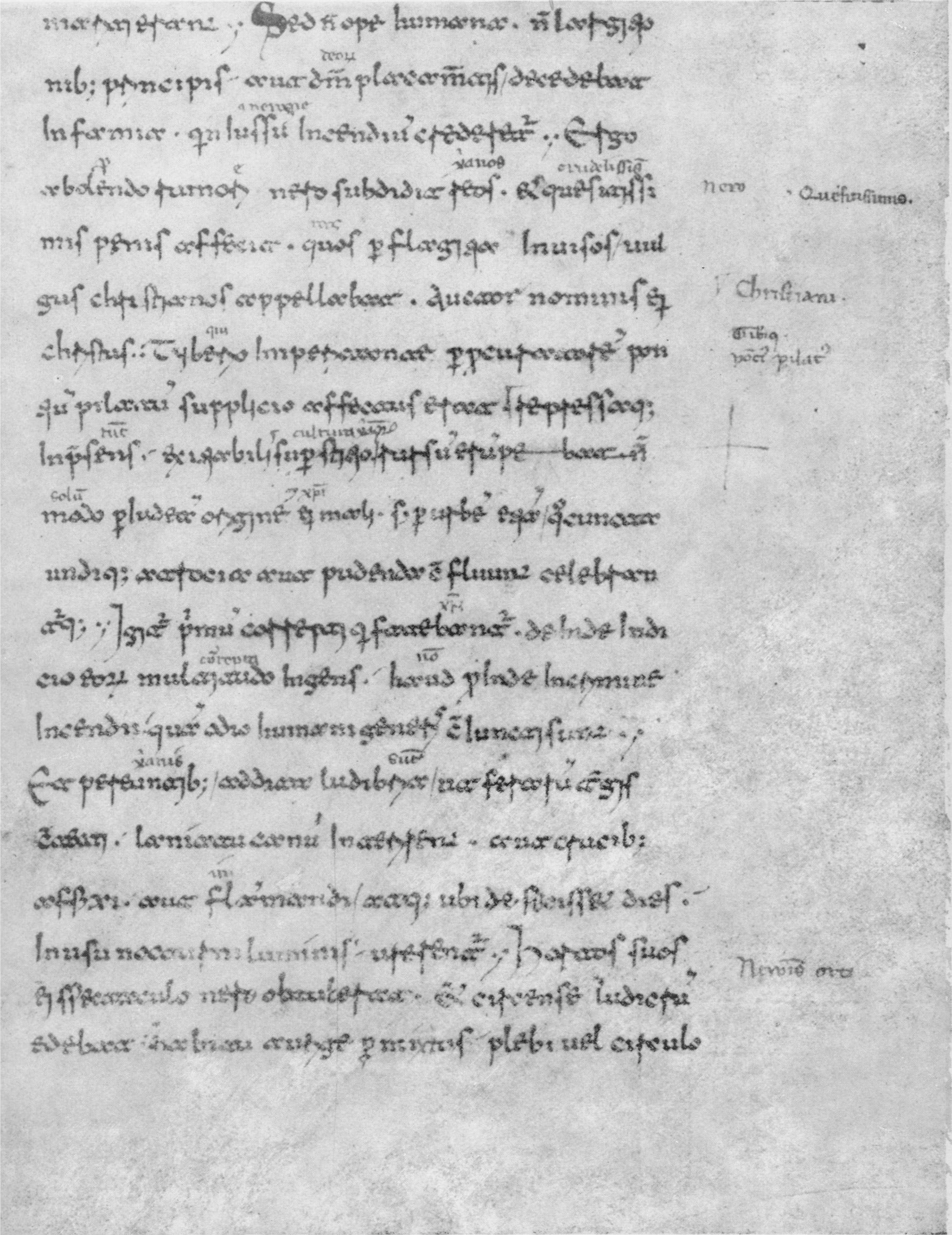
Фрагмент рукопису «Анналів»

Sine ira et studio — латинський вислів, який перекладається на українську мову як «без гніву і пристрасті» або «без гніву і упередження». Використаний римським істориком Тацитом у вступі до його праці «Аннали». Він вважає, що історик повинен безпристрасно описувати події і виступає проти як лестощів державному діячу за життя, так і його очорнення після смерті:

| Діяння Тиберія і Гая, Клавдія і Нерона, коли вони були всесильні, із страху перед ними були викладені брехливо, а коли їх не стало — під впливом залишеної ними по собі ще свіжої ненависті. Ось чому я маю намір, в небагатьох словах розповівши про події під кінець життя Августа, повести в подальшому розповідь про принципат Тиберія і його наступників, без гніву і пристрасті, причини яких від мене далекі[1]. Оригінальний текст (лат.) Tiberii Gaique et Claudii ac Neronis res florentibus ipsis ob metum falsae, postquam occiderant, recentibus odiis compositae sunt. inde consilium mihi pauca de Augusto et extrema tradere, mox Tiberii principatum et cetera, sine ira et studio, quorum causas procul habeo. |
Дослідники зазвичай розцінюють це речення Тацита як загальний девіз його роботи: прагнення до неупередженості і використання точних джерел. Історик намагався не перекручувати фактів у своєму творі і чітко відділяв їх від свого ставлення до об'єкта розповіді.
У наші дні вислів зазвичай використовується в публіцистиці для позначення обов'язку істориків, журналістів, науковців не викладати власних емоцій і неупереджено подавати факти, коли вони описують неоднозначні події. Фраза є девізом Данської військової поліції. Напис «SINE IRA ET STUDIO» міститься на фасаді Івано-Франківського міського суду на вулиці Грюнвальдській. Також напис є у гербі факультету журналістики Львівського національного університету імені Івана Франка.